# 卖茶人

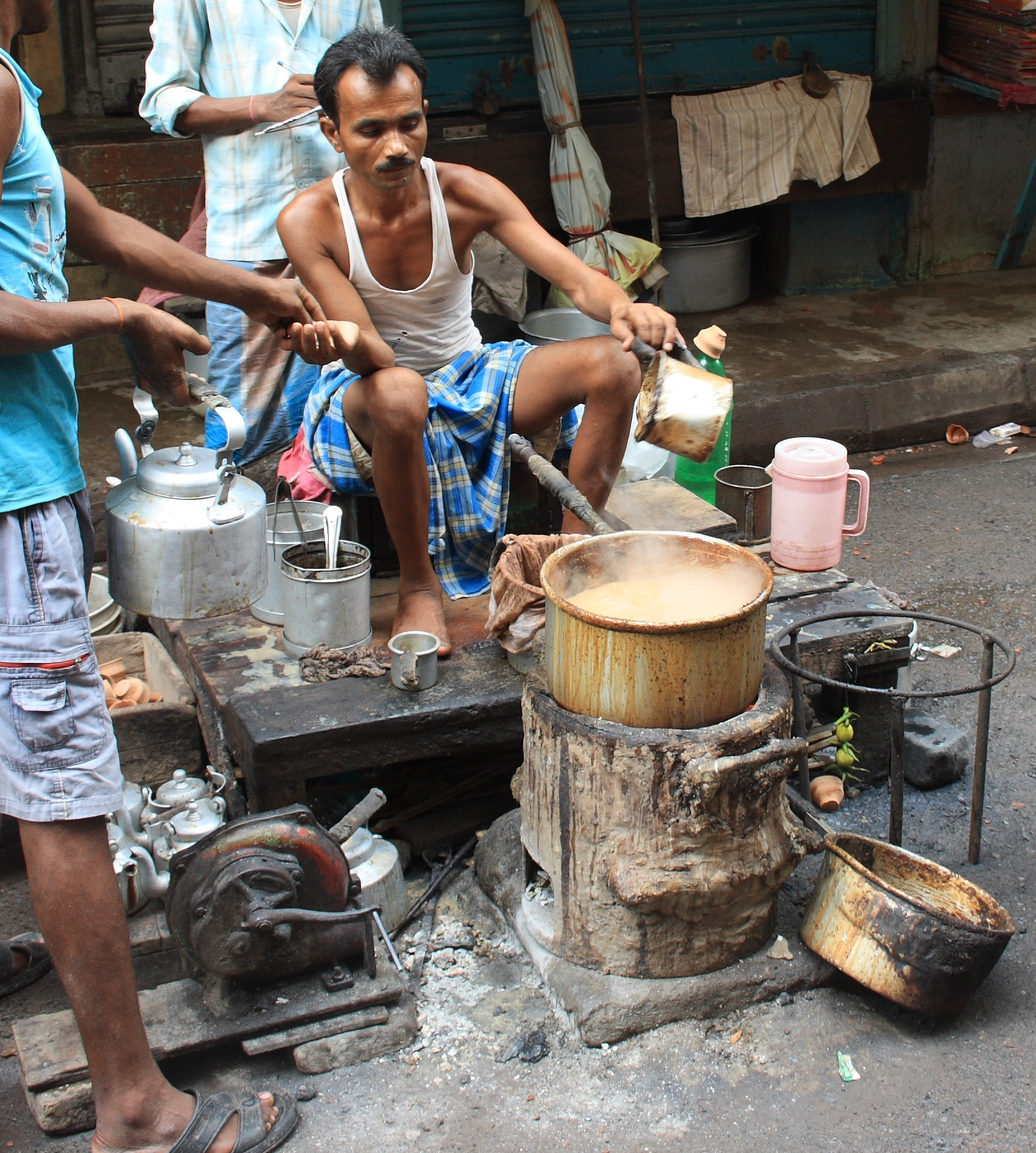
加尔各答的一条街道上，卖茶人在煤炭的炉火上准备马萨拉茶

卖茶人（英語：chaiwala) ，是印度次大陆上贩卖茶水的商人。Chai在印地语和乌尔都语中表示茶叶，wala表示执行任务的人。